# باتريسيا فيزيتيو
باتريسيا فيزيتيو (بالرومانية: Patricia Vizitiu)‏ مواليد 15 أكتوبر 1988 في بيتروشاني، رومانيا، هي لاعبة كرة يد رومانية تلعب كظهير أيمن. مثلت منتخب رومانيا لكرة اليد للسيدات. شاركت في دورة الألعاب الأولمبية الصيفية سنة 2016. حققت المركز الثالث في بطولة العالم لكرة اليد للسيدات 2015.

## الميداليات
| الميدالية | المسابقة                            |
| --------- | ----------------------------------- |
| برونزية   | بطولة العالم لكرة اليد للسيدات 2015 |

## روابط خارجية
- باتريسيا فيزيتيو على موقع الاتحاد الأوروبي لكرة اليد (الإنجليزية)
- باتريسيا فيزيتيو على موقع أوليمبيديا (الإنجليزية)